# ولادا استوشیچ
ولادا استوشیچ (انگلیسی: Vlada Stošić؛ زادهٔ ۳۱ ژانویهٔ ۱۹۶۵) بازیکن فوتبال اهل یوگسلاوی بود.
از باشگاه‌هایی که در آن بازی کرده‌است می‌توان به باشگاه ورزشی رئال مایورکا، باشگاه فوتبال راد، باشگاه فوتبال ستاره سرخ بلگراد، باشگاه فوتبال ویتوریا ستوبال، باشگاه فوتبال رادنیشکی نیش، و باشگاه فوتبال رئال بتیس اشاره کرد.
وی همچنین در تیم ملی فوتبال یوگسلاوی بازی کرده‌است.